# Префект (Португалія)
Префе́кт (порт. prefeito) — у 1832—1835 роках представник центрального уряду в провінціях у Португальського королівства. Посада префектів була заснована в ході адміністративно-територіальної реформи Жозе Мозіню-да-Сілвейри. Префект очолював виконавчу владу провінції, займався провінційним управлінням, уособлював собою королівський уряд. Провінції поділялися на комарки, де префектів заміщали су́бпрефекти (порт. subprefeito). Вони були присутні лише в комарках, які не були центрами провінції. Префектам допомагали виборні представницькі органи провінції — генеральні ради (порт. junta geral). Реформа набула чинності по всій країні лише 1834 року після перемоги лібералів у громадянській війні. 1835 року уряд скасував провінції, а замість них створив округи на базі комарок. Префектів замінили цивільними губернаторами (порт. governador civil), які стали очолювати цивільні уряди (порт. governo civil) округів. У сучасній португальській мові словом «префект» позначають мерів або бургомістрів.